# Дюла Грошич
Дюла Грошич (на унгарски: Gyula Grosics) е унгарски футболист и треньор от хърватски произход. Считан за най-добрия вратар в историята на унгарския футбол, Грошич е част от поколението на „магическите маджари“, достигнало финал на Световното първенство през 1954 г. На клубно ниво е най-известен като страж на Хонвед, където играе в продължение на 7 сезона. Грошич е един от първите вратари, които излизат извън наказателното поле и играят като последни в защита, при нужда.
Наричан е „черната пантера“ заради изцяло черния си спортен екип.

## Клубна кариера
Започва кариерата си в Дороги Баняш през 1943 г. Поради Втората световна война обаче е изпратен да се бие на фронта. Малко преди края на войната е пленен от американската армия. След края на войната Грошич става титулярен страж на вратата на Дороги. Изиграва 61 мача за тима.
През 1947 г. преминава в МАТЕОСЗ Будапеща, където пази два сезона. През 1949 г. Грошич прави неуспешен опит да напусне Унгария, но е арестуван и поставен под домашен арест. Същата година отборът е преименуван на Теферфувар, а Дюла е избран за футболист на годината. След три сезона в средата на таблицата, Грошич преминава в Хонвед. В армейския клуб Грошич прекарва най-добрите си години, като става шампион на Унгария 4 пъти, печели Купа Митропа и се утвърждава като един от най-добрите вратари в света. През 1954 г. е обвинен в шпионаж и е наказан да не играе футбол 2 години. След Унгарското въстание през 1956 г. Хонвед е разформирован, а Грошич преминава в отбора на Татабаня. През 1960 и 1961 г. е избран в сборния отбор на света на списание „World Soccer“.
За Татабаня изиграва 135 мача. През 1962 г. е трансфериран в тима на Ференцварош, но впоследствие министерството на спорта блокира трансфера и принуждава вратаря да сложи край на кариерата си.
През 2008 г. 82-годишният Грошич играе няколко минути за Ференцварош в приятелски мач с английския Шефилд Юнайтед и изпълнява началния удар в мача.

## Национален отбор
Дебютира за унгарския национален отбор през 1947 г. Утвърждава се като несменяем титуляр в селекцията на Густав Шебеш. След като Грошич опитва да напусне страната, не е викан в националния тим в продължение на година, но след трансфера на вратаря в Хонвед Дюла става част от поколението на „магически маджари“, което не записва нито една загуба в период от 4 години. През 1952 г. е част от олимпийския тим на Унгария, спечелил златото на турнира в Хелзинки.
През 1954 г. Грошич е един от играчите с основен принос за класирането на Унгария на второ място на Световното първенство в Швейцария. като е избран и в идеалния тим на турнира. На фона на четиригодишната серия без загуба обаче вицешампионската титла е окачествена като провал, а на Грошич е приписана известна вина за втория гол на ФРГ на финала. Участва още на световните първенства през 1958 и 1962 г. Записва общо 86 мача за унгарския национален отбор.

## Треньорска кариера
През 1963 г. поема тима на Татабаня. През сезон 1964/65 е треньор на Шалготарян. След това в продължение на две години е треньор на националния отбор на Кувейт.

## Извън футбола
През 1990 г. участва в първите демократични избори в Унгария след падането на комунизма. Бившият вратар се кандидатира за депутат в листата на Унгарски демократичен форум, но не получава място в парламента.
Умира на 13 юни 2014 г. след продължителни проблеми със сърцето и белите дробове.

## Успехи
- Шампион на Унгария – 1950, 1952, 1954, 1955
- Купа Митропа – 1953
- Балканска купа – 1947
- Олимпийски шампион – 1952
- Футболист на годината в Унгария – 1949, 1950
- Сборен отбор на света – 1960, 1961